# دولت ایتالیا

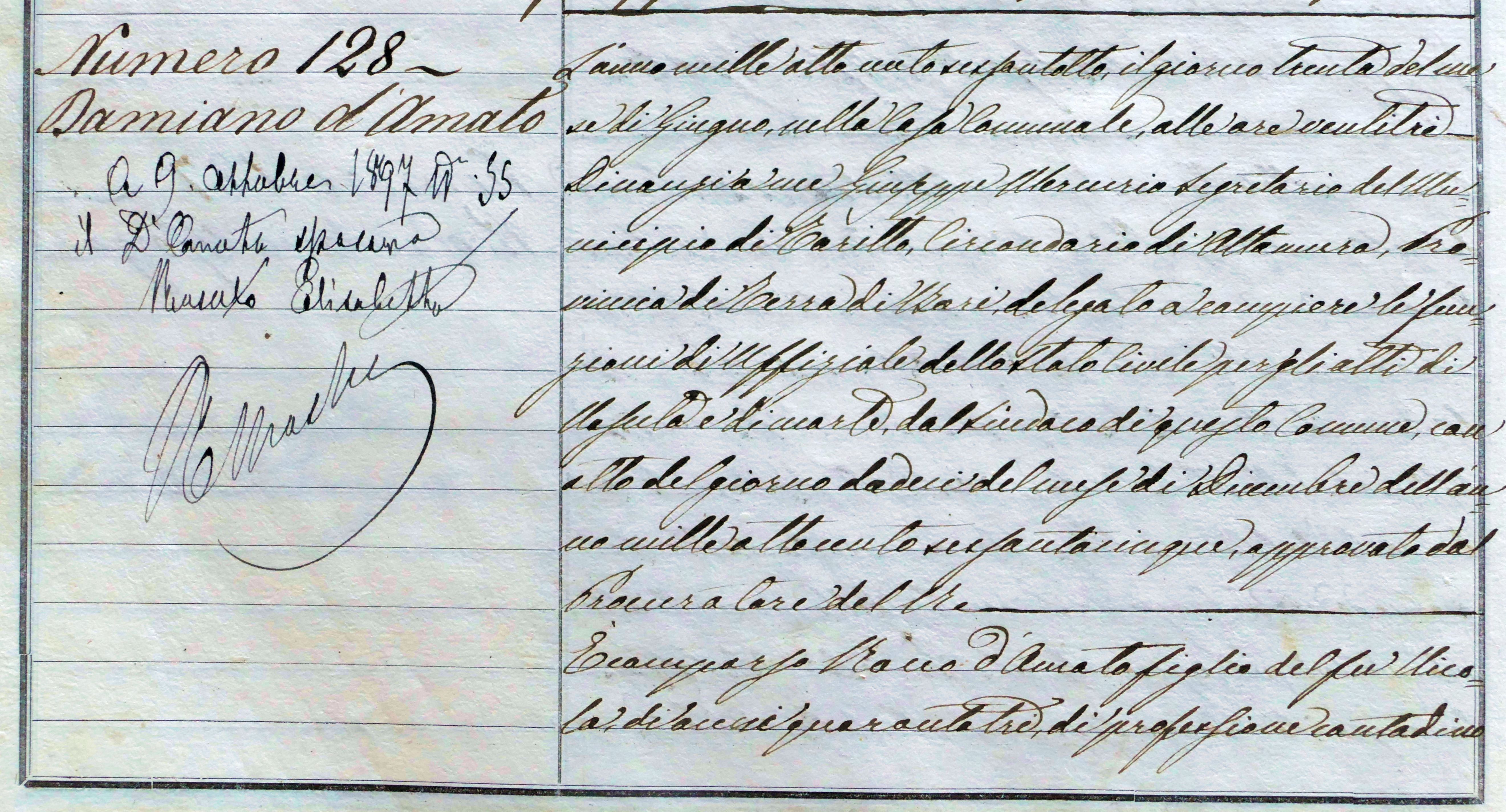
دامیانو داماتو

دولت ایتالیا (انگلیسی: Government of Italy) دولتی به شکل یک جمهوری دموکراتیک است و بر اساس قانون اساسی این کشور (قانون اساسی ایتالیا) که در سال ۱۹۴۸ نوشته شد، فعالیت می‌کند. دولت ایتالیا از قوه مقننه، قوه مجریه و قوه قضائیه، همچنین رئیس کشور یا رئیس‌جمهور تشکیل شده‌است.